# André-Marie-Martial d'Anselme
André-Marie-Martial d'Anselme, francoski general, * 1891, † 1957.